# Cleto Peña
Cleto Peña (Córdoba, 1833-1898) fue un político argentino, gobernador de la provincia de Córdoba en 1898.

## Datos biográficos
Nació en 1833 en Córdoba y fue hijo de Vicente de la Peña Luna y de Juana Josefa Suárez Peralta, naturales del curato de Ischilín, al norte de la provincia. 
Entre los cargos que ocupó, fue presidente de la Cámara de Senadores de Córdoba desde abril de 1891 hasta el 17 de mayo de 1892. El 17 de enero de 1898, y luego de una apasionada confrontación electoral con la Unión Cívica Radical, la Asamblea Electoral de Córdoba eligió a la fórmula del Partido Autonomista Nacional, integrada por Cleto Peña y Donaciano del Campillo, para gobernador y vicegobernador de la provincia de Córdoba, respectivamente. 
El 17 de mayo de 1898 juraron en sus cargos, pero Cleto Peña falleció el 16 de julio siguiente, casi a los dos meses de haber asumido. De esta manera Donaciano del Campillo accedía a la primera magistratura de la provincia, teniendo por delante casi todo el período de gobierno.
| Predecesor: José Figueroa Alcorta | Gobernador de Córdoba 1898-1898 | Sucesor: Donaciano del Campillo |

- Datos: Q5483750